# 正裝襯衫

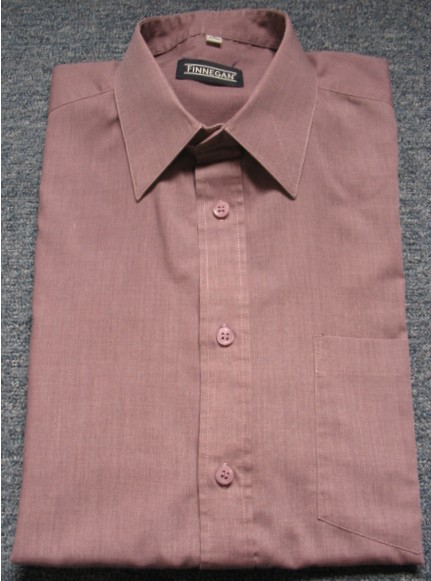
正裝襯衫

正裝襯衫（dress shirt）是一種帶衣領的服飾，其領部用鈕扣或襯衫釘固定。傳統上，正裝襯衫主要由成年男性和男童穿著，而女性更多穿著罩衫。然而19世紀中期之後，女性也開始廣泛穿著正裝襯衫。